# Småflenört
Småflenört (Scrophularia canina) är en flenörtsväxtart som beskrevs av Carl von Linné. Enligt Catalogue of Life ingår Småflenört i släktet flenörter och familjen flenörtsväxter, men enligt Dyntaxa är tillhörigheten istället släktet flenörter och familjen flenörtsväxter. Arten förekommer tillfälligt i Sverige, men reproducerar sig inte.

## Underarter
Arten delas in i följande underarter:
- S. c. canina
- S. c. crithmifolia
- S. c. frutescens
- S. c. hoppii
- S. c. pinnatifida